# Гней Корнелий Лентул Клодиан (консул 72 пр.н.е.)
Вижте пояснителната страница за други личности с името Гней Корнелий Лентул.
Гней Корнелий Лентул Клодиан (на латински: Gnaeus Cornelius Lentulus Clodianus) e политик на късната Римска република.
Произлиза чрез осиновяване от клон Лентул на фамилията Корнелии. По рождение е от плебейска фамилия и Гней Корнелий Лентул (консул 97 пр.н.е.) го осиновява.
Гней Клодиан първо е народен трибун. През 89 пр.н.е. се бие при консула Гней Помпей Страбон в Съюзническата война. От 88 пр.н.е. е магистър на Монетния двор. През 82 пр.н.е. е в групата на привържениците на Сула, които след Съюзническата война се връщат в Рим. През 75 пр.н.е. става претор.
През 72 пр.н.е. е избран за консул заедно с Луций Гелий Публикола. Бие се против Гай Вер, пропретор на Сицилия. Има загуба в борбата против въстаналите роби на Спартак.
През 70 пр.н.е. е избран за цензор заедно с консулския му колега Публикола. Те изключват 64 сенатори от сената. След три години е легат при Помпей във войната против морските грабежници. Следващата година подкрепя издаденият от Манилий Rogatio за даване на Помпей главното командване на римската войска на Изток. Клодиан е патрон на градовете Oropos и Temnos. Той е и добър оратор.
Неговият син Гней Корнелий Лентул Клодиан e претор.